# Pomorska
Pomorska là một tòa nhà có tên gọi khác là Nhà Silesia (tiếng Ba Lan: Dom Slaski), tọa lạc tại số 2 Phố Pomorska ở Kraków, Ba Lan.

## Lược sử hình thành
Tòa nhà được xây dựng vào cuối những năm 1930. Mục đích ban đầu của tòa nhà là cung cấp nơi ở cho những sinh viên từ vùng Silesia đến học tập và sinh sống tại Kraków.
Trong thời gian SS của Đức Quốc Xã chiếm đóng Kraków trong Chiến tranh thế giới thứ hai, tòa nhà được sử dụng làm văn phòng. Sau đó, Bộ Dân ủy Nội vụ Liên Xô sử dụng tòa nhà trong suốt thập niên 1940 và đầu thập niên 1950.
Hiện nay, tòa nhà được sử dụng với nhiều mục đích khác nhau, bao gồm ký túc xá ở các tầng trên và bảo tàng ở tầng hầm.

## Bảo tàng
Tầng hầm của tòa nhà từng là nơi tra khảo và giết người. Ít nhất một trong số 108 vị thánh tử đạo trong Chiến tranh thế giới thứ hai đã bị thẩm vấn tại nơi này và tướng Ba Lan Stanislaw Rostworowski đã bị giết trong tòa nhà vào ngày 11 tháng 8 năm 1944.
Tầng hầm của tòa nhà được bảo tồn để tưởng niệm những người Ba Lan đã hi sinh. Bảo tàng dưới tầng hầm này được thành lập vào năm 1981. Bảo tàng này hiện là một chi nhánh của Bảo tàng lịch sử của Kraków, có tên đầy đủ là "Bảo tàng lịch sử của thành phố Krakow - Phố Pomorska".
Bảo tàng gồm hai phần: triển lãm "Krakow bị chiếm đóng" (Krakow w latach 1939–1956) và "các phòng giam Gestapo". Trên bức tường phòng hành quyết có khắc dòng chữ "Dulce et Decorum est Pro Patri mori!".